# 11月29日
11月29日是公历一年中的第333天（闰年第334天），离全年结束还有32天。

## 大事记

### 18世紀以前
- 1069年：宋神宗颁布农田水利法。
- 1394年：李成桂將都城從開京遷移到了漢陽，並正式命名為漢城。
- 1580年：探险家法蘭西斯·德瑞克爵士完成环球航行回到英国。

### 18世紀
- 1716年：《古今图书汇编》初稿完成。该书由陈梦雷等主编，雍正年间再一次修订，改名为《古今图书集成》。
- 1777年：西班牙美洲殖民地在墨西哥成立上加利福尼亞省第一座農業城鎮聖荷西。
- 1781年：英國奴隸船宗號船的船員因水源不足，為了索取保險金，開始殺害130多名被奴役的非洲人，並將他們丟入海中。

### 19世紀
- 1845年：英国驻上海领事巴富尔与上海道台宫慕久议定《上海租地章程》公布，设立外国在华的第一个租界。
- 1847年：共产主义者同盟第二次代表大会召开。
- 1877年：美国发明家托马斯·爱迪生首次展示他发明的世界首台留声机。
- 1880年：日本首届内阁会议召开。
- 1890年：隨著《大日本帝國憲法》正式生效，採取兩院制的最高立法機構帝國議會召開首次會議。
- 1893年：清朝湖广总督张之洞奏请光绪皇帝创立武汉大学的前身自强学堂。
- 1899年：瑞士企業家胡安·甘伯在西班牙加泰隆尼亞巴塞隆納成立，為歐洲乃至於全球最成功和受歡迎的體育俱樂部之一。

### 20世紀
- 1909年：俄國小說家高尔基以“小资产阶级享樂主義”的罪名被革命黨開除黨籍。
- 1911年：外蒙古博克多格根宣布外蒙古獨立。
- 1929年：美国海军中校李察·柏德首次飞越南极。
- 1940年：第二次世界大战中，納粹德國飛機開始轟炸伦敦。
- 1940年：大韓民国臨時政府的中央組職光復軍總司令部從重慶移至西安，其政府職員在1945年3月達到109人。
- 1944年：阿尔巴尼亚脫離納粹德國統治。
- 1944年：信濃號航空母艦在回到橫須賀的路上，被射水魚號潛艇用6發魚雷（2空4中）擊沉。同時造就了兩個至今無船能敵的紀錄，分別為航空母艦服役時間最短紀錄（1個月又21天），以及潛艦一次擊沉最大排水量紀錄（6萬2000噸）。
- 1945年：南斯拉夫联邦人民共和国宣告成立。
- 1947年：聯合國大會通過第181號決議，於巴勒斯坦地區分別建立猶太人國家及阿拉伯人國家。
- 1948年：中國人民解放軍部隊包圍由中華民國國軍駐防的河北省張家口，平津戰役爆發。
- 1951年：屏·春哈旺（英语：Phin Choonhavan）发动寧靜政變（英语：Silent Coup (Thailand)）解散原銮披汶·颂堪政府，中止1949年宪法，恢复1932年宪法。銮披汶·颂堪再次被推举为泰國总理，維持軍事獨裁統治。
- 1951年：美国进行了第一次地下原子弹爆破试验[來源請求]。
- 1953年：法国伞兵部队在老挝边境着陆。
- 1960年：德国科学家马乐丁·斯特雷和美国科学家罗伯特·伯恩斯·伍德沃德成功合成叶绿素。
- 1961年：中国、北越、朝鲜因阿尔巴尼亚问题与苏联公开决裂。
- 1963年：林登·约翰逊总统下令成立沃伦委员会调查肯尼迪遇刺事件。
- 1963年：環加拿大航空831號班機從蒙特婁-杜魯道國際機場起飛五分鐘後，在惡劣天氣下墜毀，機上118人全數罹難。
- 1967年：南也门人民共和国成立。
- 1972年：美國電腦公司雅達利發表街機遊戲《乓》，為首個在電子遊樂器市場獲得成功的遊戲作品。
- 1973年：日本熊本大洋百货公司发生大火，100多人丧生。
- 1973年：中国甘肃发现完整剑齿象化石。
- 1975年：比尔·盖茨与保罗·艾伦将他们共同创立的公司命名为“微软”。
- 1975年：中国第一次回收卫星成功，这颗卫星是同年11月26日发射的。[1]
- 1975年：九廣鐵路舊尖沙咀九龍車站結束歷史使命後關閉，然後于1978年拆卸。舊址現建成香港太空館、香港文化中心、香港藝術館等現代建築。而火車站旁的鐘樓就獲得保留至今。
- 1977年：聯合國將每年的11月29日定為「世界聲援巴勒斯坦日（英语：International Day of Solidarity with the Palestinian People）」。
- 1979年：台湾《美丽岛杂志》高雄服务处遭人砸毁。
- 1986年：中国湖北为一对共肝连体女婴分离手术成功。
- 1986年：中国第一座低温核供热模式堆在北京开始动工。
- 1987年：大韓航空858號班機因被兩名北韓特工安放定時炸彈而於安達曼海上空爆炸，機上115人全數罹難。
- 1989年：羅馬尼亞奧運會體操金牌名將納迪婭·柯曼妮奇投奔匈牙利。
- 1993年：武汉大学隆重举行百年校庆，是中国第一所庆祝建校100週年的高等院校。
- 1993年：香港首位華人布政司陳方安生正式履新。
- 1997年：中國國民黨在1997年中華民國縣市長選舉中慘敗，僅贏得9個縣市長席次。
- 1998年：瑞士公民投票，反对海洛因等毒品合法化。
- 1999年：马来西亚举办第10届选举，投票结果以马哈迪·莫哈末领导的国民阵线获胜。
- 1999年：世界貿易組織第三次部長級會議在西雅圖舉行，众多非政府組織及反全球化人士在場外發動多次示威遊行，造成嚴重衝突。

### 21世紀
- 2002年：香港公立醫院急症室開始收費。
- 2012年：聯合國大會投票通過第67/19號決議，將巴勒斯坦由觀察員實體提升為觀察員國。[2][3]
- 2014年：中國國民黨在2014年中華民國地方公職人員選舉中慘敗，僅贏得6個縣市長席次[4]（但維持對17個縣市議會的控制權）。
- 2016年：巴西甲組足球聯賽球會查比高恩斯在玻利維亞乘坐客機前往哥倫比亞備戰2016年南美球會盃決賽首回合途中發生空難，造成最少71人死亡、6人受傷。
- 2024年：韓國女子音樂團體《NewJeans》與ADOR解約。

## 出生

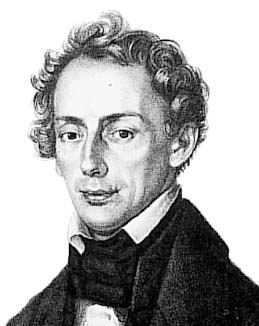
克里斯蒂安·多普勒

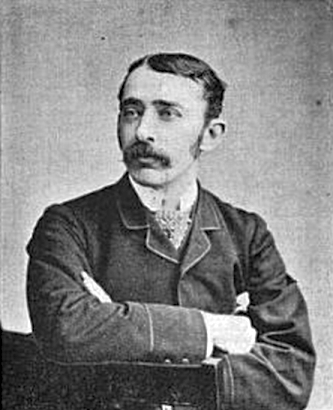
约翰·弗莱明

- 968年：花山天皇，日本第65代天皇（1008年逝世）
- 1427年：明英宗朱祁鎮，明朝皇帝（1464年逝世）
- 1488年：朝鮮中宗，朝鮮王朝第11代國王（1544年逝世）
- 1627年：約翰·雷，英國博物學之父（1705年逝世）
- 1797年：，意大利歌劇作曲家（1848年逝世）
- 1803年：，奥地利數學家、物理學家（1853年逝世）
- 1815年：井伊直弼，日本幕末譜代大名（1860年逝世）
- 1816年：莫里森·韋特，美國最高法院首席大法官（1888年逝世）
- 1825年：让-馬丁·沙可，法國神經學家、解剖病理學教授（1893年逝世）
- 1832年：露依莎·奧爾柯特，美國女作家，代表作品《小婦人》（1888年逝世）
- 1849年：約翰·弗萊明，英國電力工程師、物理學家（1945年逝世）
- 1856年：特奥巴登·馮·貝特曼-霍爾維格，德意志帝國總理（1921年逝世）
- 1858年：賈科莫·普契尼，義大利歌劇作曲家（1924年逝世）
- 1874年：安東尼奥·埃加斯·莫尼斯，葡萄牙神經學家，1949年諾貝爾生理學或医學獎得主（1955年逝世）
- 1882年：亨利·法布爾，法國飛行員，史上第一架水上飛機發明者（1984年逝世）
- 1898年：C·S·路易斯，威爾斯裔英國作家、護教家（1963年逝世）
- 1899年：艾瑪·莫拉諾，義大利超級人瑞（2017年逝世）
- 1908年：庫爾特·海因里希·德布斯，德國裔美國航空太空工程師（1983年逝世）
- 1913年：吉列爾莫·阿羅，墨西哥天文學家（1988年逝世）
- 1917年：侯宝林，中国著名相声大师（1993年逝世）
- 1918年：馬德琳·恩格爾，美國作家（2007年逝世）
- 1926年：貝吉·卡伊德·艾塞布西，突尼西亞律師、政治人物，第5任突尼西亞總統（2019年逝世）
- 1927年：文·史考利，美國體育評述員（2022年逝世）
- 1931年：勝新太郎，日本男演員、歌手（1997年逝世）
- 1932年：，法國政治人物，第22任法國總統（2019年逝世）
- 1935年：陳瑞福，臺灣畫家（2024年逝世）
- 1935年：黛安·拉德，美國女演員
- 1938年：柏戶剛，日本相撲力士，第47代橫綱（1996年逝世）
- 1941年：比爾·弗里罕，美國職棒大聯盟捕手（2021年逝世）
- 1942年：安·鄧納姆，美國人類學家（1995年逝世）
- 1948年：舛添要一，日本政治人物，前任厚生勞動大臣
- 1950年：吳健保，臺灣政治人物（2024年逝世）
- 1953年：亚历斯·格列，美國新時代靈幻藝術家
- 1954年：邢峰，台灣秀場主持人
- 1954年：喬伊·科恩，美國電影導演、編劇、製片
- 1955年：哈桑·謝赫·馬哈茂德，索馬利亞政治人物，現任索馬利亞總統
- 1957年：珍妮特·納波利塔諾，美國政治人物、律師，第3任美國國土安全部部長
- 1959年：拉姆·伊曼紐爾，美國政治人物，第55任芝加哥市長
- 1961年：湯姆·賽斯摩，美國男演員、製片人（2023年逝世）
- 1962年：安德魯·麥卡錫，美國男演員
- 1964年：唐·奇鐸，美國男演員、製片人
- 1965年：尾崎豐，日本歌手、作詞家、作曲家（1992年逝世）
- 1966年：徐亨，台灣演員、歌手、主持人
- 1968年：夏洛特·瓦朗德雷，法國女演員、作家（2022年逝世）
- 1969年：馬里安諾·李維拉，美國職業棒球運動員
- 1969年：皮埃尔·范霍伊东克，荷蘭職業足球運動員
- 1971年：吉娜·李·诺琳，美國女演員、模特兒
- 1971年：巴赫特·蘇勒坦諾夫，哈薩克政治人物
- 1973年：，威爾斯職業足球運動員
- 1974年：林志玲，台灣女模特兒、主持人、演員
- 1974年：鈴木浩介，日本男演員
- 1974年：小林鷹之，日本政治人物
- 1976年：查德維克·博斯曼，美國男演員、編劇、製片人（2020年逝世）
- 1976年：張恒，中國女演員
- 1976年：安娜·法瑞絲，美國女演員
- 1977年：安迪·貝謝爾，美國政治人物，現任肯塔基州州長
- 1978年：劳倫·日爾曼，美國女演員
- 1979年：Game，美國說唱歌手
- 1980年：千正明，韓國男演員
- 1981年：張棟樑，馬來西亞男歌手
- 1981年：法瓦·阿夫扎·罕，巴基斯坦男藝人
- 1982年：陳靜，英國女演員
- 1982年：徐子淇，香港女模特兒、電影演員
- 1982年：克莉絲朵·史迪爾，美國女演員
- 1984年：智鉉寓，韓國男演員、歌手
- 1985年：田口淳之介，日本男子偶像團體KAT-TUN成員
- 1985年：，美國職業籃球運動員
- 1986年：吳綺珊，香港女演員
- 1987年：史提芬·奧哈洛蘭，愛爾蘭足球運動員
- 1988年：苗苗，中國女演員
- 1988年：下釜千昌，日本女性聲優
- 1988年：克萊曼斯·聖·皮瑞，法國女歌手、演員
- 1990年：李旼赫，韓國男子偶像團體BTOB成員
- 1991年：阮政峰，香港男演員
- 1991年：高柳明音，日本女子偶像團體SKE48成員
- 1991年：照之富士春雄，蒙古裔日本相撲力士，第73代橫綱
- 1992年：龔俊，中國男演員
- 1994年：朱婷，中國國家女子排球隊運動員
- 1994年：鄧佳坤，中國男歌手、音樂製作人、詞曲作者、演員
- 1995年：菅井友香，日本女子偶像團體櫻坂46成員
- 1995年：阿部瑪利亞，日本女藝人
- 1995年：愛原亞里沙，日本女性聲優
- 1995年：東克樹，日本職業棒球運動員
- 1996年：莫彩曦，台灣知名美國裔YouTuber、網路紅人
- 1998年：平野步夢，日本男子單板滑雪運動員
- 1999年：miru，日本AV女優
- 2006年：金雲鶴，韓國男子偶像團體BOYNEXTDOOR成員
- 生年不詳：天野聰美，日本女性聲優

## 逝世
- 1314年：腓力四世，法蘭西國王（1268年出生）
- 1378年：查理四世，羅馬人的國王、神聖羅馬皇帝及義大利國王（1316年出生）
- 1543年：小汉斯·霍尔拜因，德国画家，擅长油画和版画（1497年出生）
- 1682年：萊茵河的魯珀特親王，坎伯蘭公爵（1619年出生）
- 1759年：尼古拉一世·伯努利，瑞士數學家（1687年出生）
- 1780年：瑪麗亞·特蕾莎，哈布斯堡君主國史上唯一女性統治者（1717年出生）
- 1872年：霍勒斯·格里利，美國報紙編輯兼出版商（1811年出生）
- 1899年：阿尔弗雷德·勃兰特（德语：Alfred Brandt (Ingenieur)），德国工程师（1846年出生）
- 1913年：A·R·白克，英國遠東商人，祥茂洋行創辦人（1839年出生）
- 1924年：贾科莫·普契尼，意大利歌剧作曲家（1858年出生）
- 1927年：吳昌碩，中国近代书画家（1844年出生）
- 1931年：邓演达，中国前國民革命軍總司令部政治部主任（1895年出生）
- 1939年：菲利普·謝德曼，德國政治家，社會民主黨領導人，首任德意志國總理（1865年出生）
- 1941年：卓娅，苏联共青团团员（1923年出生）
- 1950年：杨根思，中国人民解放军戰鬥英雄、中國人民志願軍烈士（1922年出生）
- 1950年：马占山，中国著名抗日將領（1885年出生）
- 1968年：里卡爾多·加萊阿齊-利西，義大利醫生、宗座御醫（1891年出生）
- 1968年：比利·貝列爾，蘇格蘭職業足球運動員（1897年出生）
- 1974年：彭德怀，中国著名军事家（1898年出生）
- 1981年：威廉·韋爾，英國王牌飛行員（1914年出生）
- 1981年：娜妲麗·華，美國女演員（1938年出生）
- 1986年：加里·格兰特，美国影星（1904年出生）
- 1989年：任劍輝，香港著名粵劇演員（1913年出生）
- 1994年：孔繁森，前西藏自治區拉薩市副市長、阿里地區黨委書記（1944年出生）
- 2000年：李汶靜，香港新聞從業員（1957年出生）
- 2001年：乔治哈里森，披頭四樂隊成員於1943年出生）
- 2002年：家永三郎，日本著名的历史学家，對日本進行的侵略戰爭進行批判（1913年出生）
- 2009年：卡爾·佩格勞，德國交通心理學家及工程師、交通號誌小人創造者（1927年出生）
- 2010年：莫里斯·威爾克斯，英國計算機科學家（1913年出生）
- 2011年：大介，日本著名的狗明星，因胃倒轉手術後而死（2005年出生）
- 2019年：中曾根康弘，日本政治人物，第71至73任内阁总理大臣（1918年出生）
- 2019年：井上真樹夫，日本男性聲優、演員（1938年出生）
- 2023年：亨利·基辛格，德裔美國外交官、政治理論家、地緣政治顧問，第56任美國國務卿，1973年諾貝爾和平獎得主（1923年出生）
- 2024年：簡肇棟，臺灣政治人物（1955年出生）

## 节假日和习俗
- 聲援巴勒斯坦人民國際日
- 阿尔巴尼亚：解放日